# Heliocopris eryx
Heliocopris eryx är en skalbaggsart som beskrevs av Fabricius 1801. Heliocopris eryx ingår i släktet Heliocopris och familjen bladhorningar. Inga underarter finns listade i Catalogue of Life.